# Rimóc
Rimóc är en ort i Ungern.   Den ligger i provinsen Nógrád, i den norra delen av landet, 70 km nordost om huvudstaden Budapest. Rimóc ligger 178 meter över havet och antalet invånare är 1 874.
Terrängen runt Rimóc är platt åt nordväst, men åt sydost är den kuperad. Runt Rimóc är det glesbefolkat, med 20 invånare per kvadratkilometer. Närmaste större samhälle är Szécsény, 4,9 km norr om Rimóc. I omgivningarna runt Rimóc växer i huvudsak lövfällande lövskog.